# 赫伯特·克莱茨莫
赫伯特·克莱茨莫（英語：Herbert Kretzmer，1925年10月5日—2020年10月14日），OBE，是英国的一名记者和词作家。他最为知名的英语填词作品是《悲惨世界》的音乐剧改编，他也因此成为法国词曲作家夏尔·阿兹纳武尔的长期英语填词合作伙伴。

## 早年经历
赫伯特·克莱茨莫于1925年出生于南非联邦的克龙斯塔德。他是立陶宛猶太裔移民夫妇威廉·克莱茨莫（William Kretzmer）和蒂莉·克莱茨莫（Tilly Kretzmer）所生的四兄弟之一，这对夫妇是因为逃避沙皇俄国的反犹骚乱而于20世纪初逃至南非的小镇。他们抵达克龙斯塔德之后经营着一家家具店。艾略特（Elliot）是赫伯特的大哥，他在第二次世界大战期间成为南非空军的轰炸机组成员，并最终在1991年成为约翰内斯堡的市长。

## 职业履历

### 记者
赫伯特·克莱茨莫以撰写针对电影纪录片和每周新闻电影短片的评论而开始了他的职业生涯。但是很快赫伯特就开始了报刊记者的工作，他最初是《约翰内斯堡星期天快报》（Johannesburg Sunday Express）的记者和专栏作家。1954年，他搬家至英国伦敦并开始了记者和词作家的双重职业身份的生活。
在担任了《每日见闻报》的专栏作者几年后，赫伯特开始为《星期天电讯报》和《每日快报》担任传略作者，因此他采访过约翰·史坦贝克、杜鲁门·卡波特、田纳西·威廉斯、舒格·雷·罗宾逊、路易斯·阿姆斯特朗、亨利·米勒、加里·格兰特和艾灵顿公爵。1963年，赫伯特·克莱茨莫成为《每日快报》的高级戏剧评论员。他担任该工作长达16年，在此期间他出席过1600次戏剧首演。
1979年到1987年期间，赫伯特·克莱茨莫因给《每日邮报》撰写电视剧评论而获得过两次全国性新闻奖，这其中就包括1980年的年度电视评论奖（TV Critic Of The Year）。